# Balassi Bálint-emlékkard
A Balassi Bálint-emlékkard irodalmi díj, amely a magyar líra élvonalába tartozó, európai szellemiségű költőket, valamint a magyar költészetet – köztük Balassi Bálint verseit – fordító idegen anyanyelvű külföldi irodalmárokat tünteti ki. Maga a díj egy középkori mintára kovácsolt végvári szablya, amelyet kitüntetésként az arra érdemes költőknek adnak át.

## A díj története
A díjazott személyéről a Balassi Kuratórium dönt. A kuratórium a díj alapítója, Molnár Pál kezdeményezésére alakult 1996 decemberében. Az akkor a Magyar Nemzetnél dolgozó újságíró Lőcsei Gabriella újságírót, Zelnik József néprajzkutatót és Rubovszky András szállodaigazgatót hívta egybe, ezután kérték föl elnöknek Makovecz Imre építészt. 2016 óta a Balassi Kard Művészeti Alapítvány szervezi a díj rendezvényeit, az alapítvány elnöke Molnár Pál.
A díjat évről évre odaítélő testületnek javaslattevőként a díjazottak is tagjaivá válnak. A magyar költők a Magyar Honvédség katolikus tábori püspökétől – kezdetben Ladocsi Gáspártól, később Szabó Tamástól – vehették át a kardot. Később Lackner Pál evangélikus tábori püspök, majd Ternyák Csaba egri érsek, 2009-től Kiss-Rigó László Szeged-csanádi megyés püspök adta át az elismerést. A külföldi műfordítónak általában Makovecz Imre nyújtotta át a szablyát, a világhírű építész elhunyta után pedig Kiss-Rigó László püspök; 2013-ban Szilágyi Áron kardvívó olimpiai bajnok nyújtotta át a francia műfordítónak Balassi szablyáját. A 2014-es kardátadó – Kiss-Rigó László püspök mellett – Duray Miklós volt.
A díjat hagyományosan a budai Gellért szálló gobelintermében február 14-én, Bálint napján adják át az itt tartott átadási ceremónián, ahol a mindenkori honvédelmi miniszter engedélyével eddig tizennégy alkalommal szerepeltek a 32. Budapesti Őr- és Díszezred, később a Támogató Dandár, legújabban pedig a Magyar Honvédség – Budapest Helyőrség Dandár katonái, így ez az irodalmi ünnep az európai katonai hagyomány részévé is emelkedett. A Gellért szálló felújítása óta a pesti papi szeminárium terme a kardceremónia helyszíne.
A kitüntetést 1997 óta adományozzák. Az akkor megfogalmazott küldetés szerint Balassi Bálint példája a XXI. században is fölemelő. Szükség van olyan költőkre, akik Balassi szavaival élve „Emberségről példát, vitézségről formát” tudnak adni.
A szablyát a bonyhádi Fazekas József Balassi-érmes kardkovács, a díszokleveleket pedig a Balassi-érmes Vincze László szentendrei nyomdász készíti kezdettől fogva.
2002 óta a világhírű Herendi Porcelánmanufaktúra Zrt. egy erre a célra készített Balassi-szoborral is megajándékozza a költőket. 2012-ben a manufaktúrát Balassi-emlékéremmel ismerte el a kuratórium, a medált Simon Attila vezérigazgató vette át.
2001-ben Kardtársak – Balassi-díjas költők antológiája címmel, Molnár Pál szerkesztésében, kötetet jelentetett meg a Kairosz Kiadó, ebben Balassitól Utassyig nyolc költő öt-öt verse olvasható, előszót Makovecz Imre, utószót Zelnik József, fülszöveget Molnár Pál írt.
2004-ben – Balassi 450. születésnapja alkalmából – Puszt Tibor rendező és Molnár Pál dokumentumfilmet készített az irodalmi díjról Kardtársak címmel.
A külföldi költők kitüntetésekor – Itáliát és az Egyesült Államokat kivéve – az adott országok nagykövetei is jelen voltak, sőt nagyobb részt beszédet mondtak a díjátadáson. Rodrigues kitüntetésekor a portugál mellett a brazil nagykövet is megjelent a Gellért szállóban. Guszev kitüntetésén a budapesti orosz nagykövet kiváló magyarsággal köszöntötte az irodalombarátokat. A 2023. évi díjátatáson, az amerikai műfordító kitüntetésekor az USA budapesti nagykövetségének kulturális attaséja is jelen volt, és magyarul beszédet mondott.
Guszev kitüntetésekor a Malév is bekapcsolódott az európai Balassi-kultusz gazdagításába: támogatásként az akkor orosz-magyar légi közlekedési vállalat utaztatta a moszkvai poétát.
2006 óta, előzőleg országos versenyen, a Molnár Pál által elindított Balassi-kard borseregszemle néven nevezett borversenyen kiválasztott, "Balassi-kard" védjeggyel ellátott bort is kapnak az érintettek, utalva a Jó borokkal töltett aranyos pohárok járjanak mi közöttünk verssorra. Az első ilyen bor a Balaton-felvidéki Tóth Sándor Balassi-kard Főbora, majd Dula Bence Balassi-kard Bikavére volt. 2008-ban a villányi Szende Gábor Balassi-kard Kékoportója, 2009-ben a szentantalfai Dobosi Dániel Balassi-kard Kéknyelűje, 2010-ben pedig a balatonfüredi Varga Zoltán Balassi-kard Rizlingje volt a bajnokbor. A 2010. évi Balassi-kard borseregszemlét Tokajban Áts Károly nyerte meg, így az ő bora lett a Balassi-kard Furmint. Ez a bajnokbor a 2011. évi kardátadáson szerepelhet. 2012-ben a szekszárdi Heimann Zoltán adta át a Balassi-kard Kadarkát, miután az előző évben a tolnai megyeszékhelyen ő nyerte meg a Balassi-kard borseregszemlét. A VIII. Balassi-kard borseregszemlén a leghűségesebb városban került sor 2012 szeptemberében. Sopronban a kékfrankosok versenyeztek. A Balassi-kard Kékfrankos címet Linzer Sámuel bora nyerte el, így ő lett a Balassi-kard Borpáholy nyolcadik tagja. A kilencedik a kunsági Varga Árpád az Arany sárfehér nedűvel. A tizedik Balassi-kard borseregszemlén, a jubileumi alkalommal a legrangosabb magyar bor, a hatputtonyos aszú versenyzett. A Mádon lebonyolított versenyben a Dereszla Pincészet főborásza: Bai Edit 2006-os hatputtonyos aszúja győzött. 2015-ben Egerben Thummerer Vilmos bora lett a Balassi-kard Egri Csillag. Egy évvel később Móron az ezerjók versenyeztek, és Bozóky Péter alkotása győzött. 2017-ben Pécsen a cirfandlikat kóstolta az ekkor a Szent György Lovagrend lovagjaiból összeállt bíráló testület, és Hárs Tibor remeke lett a bajnokbor. 2018-ban ismét a Hegyaljára látogatott a férfias fajták versenye, és egy női borász győzött, Bárdos Sarolta hárslevelűje bizonyult a legjobbnak.
A Balassi Bálint-emlékkardokat 2008 óta Balassi-mise keretében szentelik meg. 2013. január 25-én a bécsi Stephansdomban mintegy kilencszáz – zömmel magyar – hívő jelenlétében áldotta meg Kiss-Rigó László megyés püspök a két szablyát.
2016. március 9-én hivatalos bejegyzést nyert a Balassi Kard Művészet Alapítvány. A magánalapítványként működésbe lépő szervezet kuratóriumi elnöke a Balassi Bálint-emlékkard irodalmi díj alapítója: Molnár Pál.
2016-ban a Kairosz Kiadó Molnár Pál szerkesztésében megjelentette a Balassi kardtársai Archiválva 2018. december 19-i dátummal a Wayback Machine-ben című antológiát: ennek a kötetnek az apropóját a jubileumi huszadik kardátadás kínálta.
2016 májusában a Hitel című folyóirat közölte a díjalapító, Molnár Pál esszéjét, ennek címe: Irodalmi szablya. A mű a Balassi Bálint-emlékkard első két évtizedének történetét tekintette át.
2020-ban Molnár Pál szerkesztésében jelent meg a Rímek szablyaélen. Balassi-kardos költők és műfordítók antológiája c. kötet (Kairosz, Bp., 2020).
2022-ben Molnár Pál szerkesztésében jelent meg a Toll és szablya – The Pen and the Sword című kétnyelvű kötet, amelyben 38 Balassi-vers olvasható angolul Peter V. Czipott kaliforniai műfordító átköltésében, a könyvet a Kairosz adta ki (Kairosz, Bp. 2022).

## Díjazottak
| Év   | Magyar díjazott      | Külföldi díjazott                            | Különdíj                   | Források |  |
| ---- | -------------------- | -------------------------------------------- | -------------------------- | -------- |  |
| 1997 | Tóth Bálint          | nem volt                                     |                            |          |  |
| 1998 | Döbrentei Kornél     | nem volt                                     | Wass Albert                |          |  |
| 1999 | Nagy Gáspár          | nem volt                                     |                            |          |  |
| 2000 | Buda Ferenc          | nem volt                                     | Gérecz Attila (posztumusz) |          |  |
| 2001 | Utassy József        | nem volt                                     |                            |          |  |
| 2002 | Farkas Árpád         | Ernesto Rodrigues portugál műfordító         |                            |          |  |
| 2003 | Kiss Benedek         | Teresa Worowska lengyel műfordító            |                            |          |  |
| 2004 | Vári Fábián László   | Armando Nuzzo olasz műfordító                |                            |          |  |
| 2005 | Ferenczes István     | Tuomo Lahdelma finn műfordító                |                            |          |  |
| 2006 | Csoóri Sándor        | Lucie Szymanowska cseh költő, műfordító      |                            |          |  |
| 2007 | Csokits János        | Dursun Ayan török műfordító                  |                            |          |  |
| 2008 | Serfőző Simon        | Jurij Guszev orosz műfordító                 |                            |          |  |
| 2009 | Tari István          | Daváhügijn Ganbold mongol műfordító          |                            |          |  |
| 2010 | Ágh István           | John Ridland amerikai műfordító              |                            |          |  |
| 2011 | Tamás Menyhért       | Ivan Canev bolgár műfordító                  |                            |          |  |
| 2012 | Tornai József        | Gabriel Zanamaku Olembe kongói műfordító     |                            |          |  |
| 2013 | Kalász Márton        | Jean-Luc Moreau francia műfordító            |                            |          |  |
| 2014 | Kulcsár Ferenc       | Sander Liivak észt műfordító                 |                            |          |  |
| 2015 | Kiss Anna            | Muzafer Dzaszohov oszét költő, műfordító     |                            |          |  |
| 2016 | Agócs Sándor         | Harada Kijomi japán műfordító                |                            |          |  |
| 2017 | Szikra János         | Nelson Ascher brazil műfordító               |                            |          |  |
| 2018 | Lövétei Lázár László | Marin Georgiev bolgár műfordító              |                            |          |  |
| 2019 | Nagy Gábor           | Paszkál Gilevszki macedón műfordító          |                            |          |  |
| 2020 | László Noémi         | Vahram Martiroszjan örmény műfordító         |                            | [ 4 ]    |  |
| 2021 | Kürti László         | Ross Gillett ausztrál költő, műfordító       |                            | [ 5 ]    |  |
| 2022 | Bence Lajos          | Elena Lavinia Dumitru román műfordító        |                            | [ 5 ]    |  |
| 2023 | Zalán Tibor          | Peter V. Czipott amerikai műfordító          |                            |          |  |
| 2024 | Fekete Vince         | Abdallah Al Naggar arab műfordító            |                            |          |  |
| 2025 | Tóth Erzsébet        | Farkas Endre György kanadai költő, műfordító |                            |          |  |